# Будинок на вулиці Валовій, 29 (Львів)
Будинок за адресою вулиця Валова, 29 у Львові — багатоквартирний житловий триповерховий будинок з магазинним приміщенням на першому поверсі. Пам'ятка архітектури місцевого значення під охоронним номером 860-м. Розташований будинок у периметральній забудові вулиці.

## Історія
Будинок споруджений 1848 року у стилі пізнього класицизму.